# На глибині 6-ти футів
«На глибині 6-ти футів» (англ. 6 Below: Miracle on the Mountain) — драматичний фільм 2017 року про виживання сноубордиста, який загубився в горах.

## Сюжет
Ерік ЛеМарк — колишній успішний хокеїст, який кинув цю справу та почав вживати наркотики, приїхав покататися на сноуборді напередодні важливого судового засідання. Рятівники попереджають про погіршення погодних умов, однак Ерік не зупиняється. До того ж він з'їжджає з траси, потім потрапляє в снігову бурю. Всі сліди зникли. Протягом 7 днів молодий чоловік боровся з холодом, голодом і вовками. Його мати запанікувала, коли Ерік пропустив судове засідання. Вона знайшла місце, де зупинився син, звернулася до рятувальників. ЛеМарка було знайдено, внаслідок обмороження він втратив дві ноги, але вижив.

## У ролях
| Актор         | Роль         |
| ------------- | ------------ |
| Джош Гартнетт | Ерік ЛеМарк  |
| Міра Сорвіно  | Сюзан ЛеМарк |
| Сара Дюмонт   | Сара         |
| Джейсон Коттл | Девід ЛеМарк |
| Натан Стівенс | Сет          |

## Створення фільму

### Виробництво
Зйомки фільму почались у березні 2016 року в Юті, США.

### Знімальна група
- Кінорежисер — Скотт Во
- Сценарист — Медісон Тернер
- Кінопродюсер — Скотт Во, Саймон Сворт, Такер Тулі
- Композитор — Натан Фурст
- Кінооператор — Майкл Світак
- Кіномонтаж — Ваші Недоманскі
- Художник-постановник — Даян Міллетт
- Художник-декоратор — Джош Флетчер, Браян Лівс, Стівен Лапша, Кайлан О'Коннел
- Художник-костюмер — Жаклін Невелл, Жакі Невелл
- Підбір акторів — Річ Делія[3]

## Сприйняття
Фільм отримав переважно негативні відгуки. На сайті Rotten Tomatoes оцінка стрічки становить 22 % на основі 18 відгуків від критиків (середня оцінка 4,4/10) і 55 % від глядачів із середньою оцінкою 3,5/5 (287 голосів). Фільму зарахований «гнилий помідор» від кінокритиків та «розсипаний попкорн» від глядачів, Internet Movie Database — 5,7/10 (4 622 голоси), Metacritic — 40/100 (5 відгуків критиків) і 4,0/10 (4 відгуки від глядачів).